# Pouy-Loubrin
Pouy-Loubrin ist eine französische Gemeinde mit 84 Einwohnern (Stand 1. Januar 2022) im Département Gers in der Region Okzitanien (bis 2015 Midi-Pyrénées). Sie gehört zum Kanton Astarac-Gimone und zum Arrondissement Mirande. 

## Lage
Sie ist umgeben von folgenden Nachbargemeinden:
|          | Seissan                                     | Tachoires         |
| Labarthe | Kompassrose, die auf Nachbargemeinden zeigt | Moncorneil-Grazan |
|          | Masseube                                    | Bellegarde        |

## Bevölkerungsentwicklung

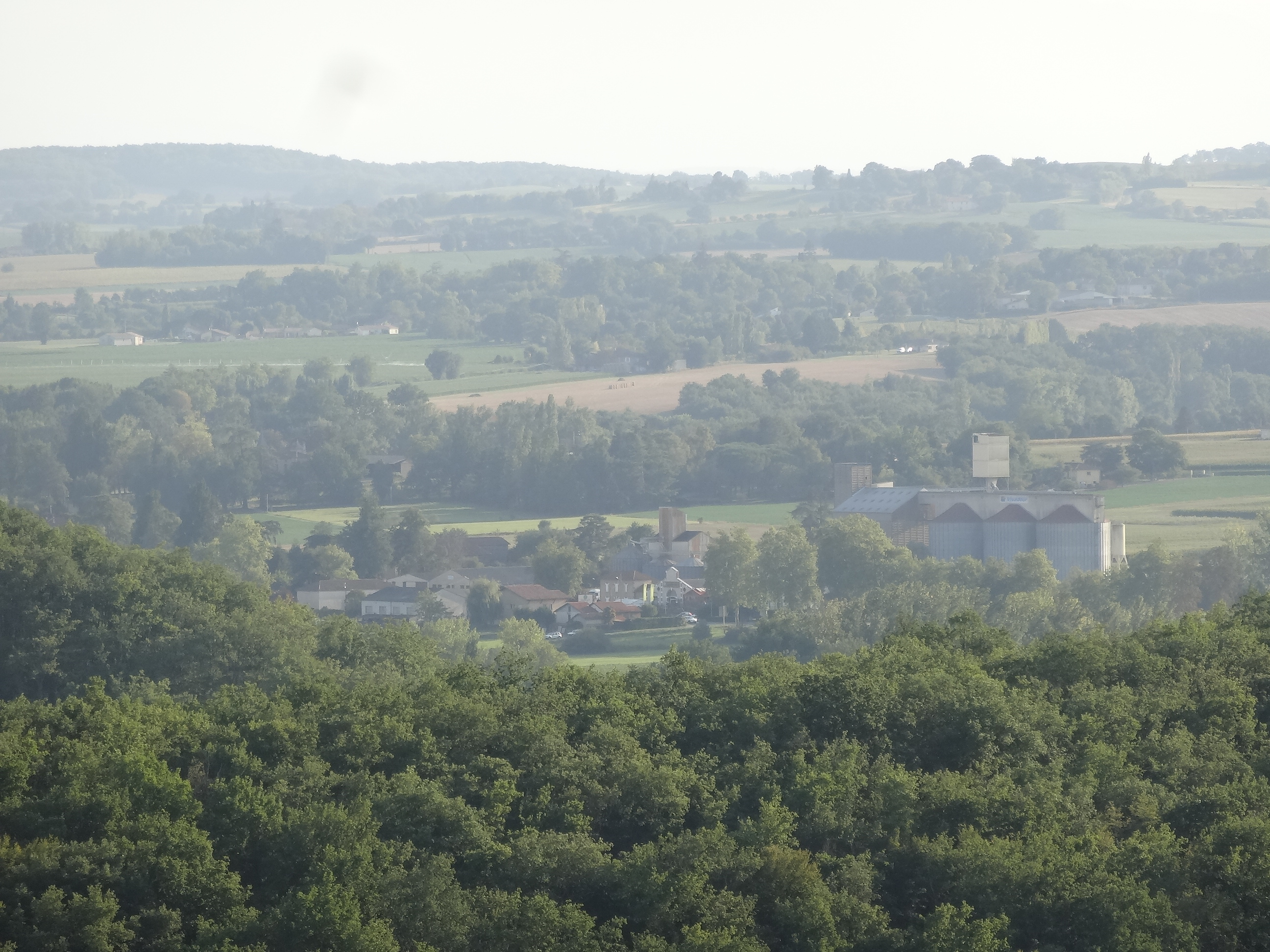
Pouy-Loubrin

| Jahr                      | 1962 | 1968 | 1975 | 1982 | 1990 | 1999 | 2008 | 2016 |
| ------------------------- | ---- | ---- | ---- | ---- | ---- | ---- | ---- | ---- |
| Einwohner                 | 102  | 95   | 88   | 100  | 103  | 91   | 102  | 84   |
| Quelle: Cassini und INSEE |      |      |      |      |      |      |      |      |